# Chung Hong-won
Chung Hong-won (nascido em 9 de outubro de 1944) é um advogado e político sul-coreano. Foi o primeiro-ministro no período de 26 de fevereiro de 2013 a 16 de fevereiro de 2015.
Chung estudou direito na Universidade Sungkyunkwan Em 2013, foi nomeado primeiro-ministro para o governo da presidente Park Geun-hye.